# 司徒志文
司徒志文（1933年—2020年5月16日），原名司徒次文，女，祖籍广东开平，生于上海，中国大提琴演奏家、音乐教育家，曾任中央乐团大提琴首席、中央音乐学院客座教授。

## 家庭
父亲司徒梦岩。哥哥司徒华城。